# Twyford (Shropshire)
Twyford – przysiółek w Anglii, w Shropshire, w dystrykcie (unitary authority) Shropshire. W latach 1870–1872 osada liczyła 110 mieszkańców.